# Янивский, Богдан-Юрий Ярославович
Богдан-Юрий Ярославович Янивский (1941 — 2005) — советский и украинский композитор и пианист, преподаватель. Народный артист Украины (1991).

## Биография
Родился 4 июля 1941 года во временно оккупированном фашистами Львове (ныне Украина). Окончил ЛГК имени Н. В. Лысенко; заведовал музыкальной частью Львовского ТЮЗа.
С 1991 года преподавал в ЛГК имени Н. В. Лысенко (профессор с 1996 года), в Высшем музыкальном институте (Львов, 2000).
Автор оркестровых и камерно-инструментальных произведений и музыки к многочисленным драматическим спектаклям. Автор оперы «Олесская баллада», музыки ко многим спектаклям, а также мультипликационных («Если падают звёзды…» (1978), «Солнечный каравай» (1981), «Свадьба Свечки» (1982), «Колыбельная» (1984) и другие) и телевизионных фильмов.
Был инициатором (с 1991 года), а позднее, на протяжении 15 лет, — организатором и вдохновителем конкурса международного конкурса-фестиваля современной украинской песни «Золотые трембиты».Член СПУ.
Умер 17 июня 2005 года.

## Награды и премии
- Кавалер ордена Заслуг перед Республикой Польша (21 октября 2004, Польша)[4].
- Народный артист Украины (1991)[5].
- Государственная премия Украины имени Тараса Шевченко (1996) — за цикл музыкальных произведений большой формы для детей: оперу «Царевна Лягушка», мюзиклы «Лис Никита», «Кольцо искушения», «Том Сойер»